# Метод Лагранжа (дифференциальные уравнения)
Метод Лагранжа (метод вариации произвольных постоянных) — метод для получения общего решения неоднородного уравнения, зная общее решение однородного уравнения, без нахождения частного решения.

## Метод вариации произвольных постоянных для построения решения линейного неоднородного дифференциального уравнения
Станем искать решение уравнения
{\displaystyle a_{n}(t)z^{(n)}(t)+a_{n-1}(t)z^{(n-1)}(t)+...+a_{1}(t)z'(t)+a_{0}(t)z(t)=f(t),}
полагая, что для соответствующего ему однородного уравнения
{\displaystyle a_{n}(t)z^{(n)}(t)+a_{n-1}(t)z^{(n-1)}(t)+...+a_{1}(t)z'(t)+a_{0}(t)z(t)=0\qquad (1)}
известно решение, которое запишем как 
{\displaystyle z(t)=c_{1}z_{1}(t)+c_{2}z_{2}(t)+...+c_{n}z_{n}(t)}
Метод состоит в замене произвольных постоянных {\displaystyle c_{k}} в общем решении на вспомогательные функции {\displaystyle c_{k}(t)}.
Производная для {\displaystyle z=c_{1}(t)z_{1}+c_{2}(t)z_{2}+...+c_{n}(t)z_{n}} запишется
{\displaystyle z'=c_{1}'z_{1}+\ldots +c_{n}'z_{n}\;+\;c_{1}z_{1}'+\ldots +c_{n}z_{n}'}
Но мы потребуем дополнительно (ниже показано, что проблем это не вызовет), чтобы 
{\displaystyle c_{1}'z_{1}+c_{2}'z_{2}+\ldots +c_{n}'z_{n}=0}
Таким образом, {\displaystyle z'=c_{1}z_{1}'+\ldots +c_{n}z_{n}'}
Вводя схожие требования для {\displaystyle c_{k}'} при последовательном дифференцировании {\displaystyle z(t)} до (n-1) порядка, получим
{\displaystyle c_{1}'z^{(k-1)}+\ldots +c_{n}'z^{(k-1)}=0} {\displaystyle \Rightarrow } {\displaystyle z^{(k)}=c_{1}z_{1}^{(k)}+\ldots +c_{n}z_{n}^{(k)}}
А для старшей производной, соответственно
{\displaystyle z^{(n)}=c_{1}'z_{1}^{(n-1)}+\ldots +c_{n}'z_{n}^{(n-1)}+\;\ldots \;+c_{1}z_{1}^{(n)}+\ldots +c_{n}z_{n}^{(n)}}
После подстановки в исходное уравнение и сокращения в нём однородного решения (1), останется
{\displaystyle a_{n}(t)\left[c_{1}'(t)z_{1}^{(n-1)}(t)+\ldots +c_{n}'(t)z_{n}^{(n-1)}(t)\right]=f(t)}
В результате, приходим к
{\displaystyle \left\{{\begin{matrix}z_{1}(t)c_{1}'(t)&+&z_{2}(t)c_{2}'(t)&+&...&+&z_{n}(t)c_{n}'(t)&=&0\\\vdots \\z_{1}^{(n-2)}(t)c_{1}'(t)&+&z_{2}^{(n-2)}(t)c_{2}'(t)&+&...&+&z_{n}^{(n-2)}(t)c_{n}'(t)&=&0\\z_{1}^{(n-1)}(t)c_{1}'(t)&+&z_{2}^{(n-1)}(t)c_{2}'(t)&+&...&+&z_{n}^{(n-1)}(t)c_{n}'(t)&=&f(t)/a_{n}(t)\end{matrix}}\right.\qquad (2)}
Определителем системы (2) служит вронскиан функций {\displaystyle z_{1},z_{2},...,z_{n}}, что обеспечивает её однозначную разрешимость относительно {\displaystyle {c_{k}'}}.
Если {\displaystyle {\widetilde {c_{k}}}} — первообразные для {\displaystyle c_{k}'}, взятые при фиксированных значениях постоянных интегрирования, то функция
{\displaystyle z=z^{*}(t)={\widetilde {c_{1}}}(t)z_{1}(t)+...+{\widetilde {c_{n}}}(t)z_{n}(t)}
является решением исходного линейного неоднородного дифференциального уравнения. Интегрирование неоднородного уравнения при наличии общего решения соответствующего однородного уравнения сводится, таким образом, к квадратурам.

### Примеры
1) Уравнение, в частности возникающее в законе радиоактивного распада
{\displaystyle {\dot {x}}+\gamma x=f(t)}
Общее решение элементарно интегрируется:
{\displaystyle x=c\cdot e^{-\gamma t}}
Применим метод Лагранжа:
{\displaystyle c'e^{-\gamma t}=f(t)}
Откуда искомое решение
{\displaystyle x=\int f(t)e^{\gamma t}\,dt\;\cdot e^{-\gamma t}}
2) Уравнение гармонического осциллятора
{\displaystyle {\ddot {x}}+\omega ^{2}x=f(t)}
Решение однородного уравнения запишем в виде
{\displaystyle x=a\sin \omega t+b\cos \omega t}
Согласно системе (2) получаем:
{\displaystyle {\begin{cases}a'\sin \omega t+b'\cos \omega t=0,\\a'\cos \omega t-b'\sin \omega t=f(t)/\omega ;\end{cases}}}
{\displaystyle a'={\frac {-{\frac {\cos \omega t}{\omega }}f(t)}{-1}}={\frac {\cos \omega t}{\omega }}f(t)}
{\displaystyle b'={\frac {{\frac {\sin \omega t}{\omega }}f(t)}{-1}}=-{\frac {\sin \omega t}{\omega }}f(t)}
Восстановим решение:
{\displaystyle x(t)=\left(\int \,{\frac {\cos \omega t}{\omega }}f(t)dt\right)\sin \omega t-\left(\int \,{\frac {\sin \omega t}{\omega }}f(t)dt\right)\cos \omega t}

## Метод вариации произвольных постоянных для построения решений системы линейных дифференциальных уравнений в векторной нормальной форме
{\displaystyle {\frac {d{\bar {x}}}{dt}}=A(t){\bar {x}}+{\bar {f}}(t),t\in I\qquad (3)}
состоит в построении общего решения (3) в виде
{\displaystyle {\bar {x}}={\bar {x^{*}}}(t)=Z(t){\bar {u}}(t),}
где {\displaystyle Z(t)} — базис решений соответствующего однородного уравнения, записанный в виде матрицы, а векторная функция {\displaystyle {\bar {u}}}, заменившая вектор произвольных постоянных, определена соотношением {\displaystyle {\bar {u'}}(t)=Z^{-1}(t){\bar {f}}(t)}. Искомое частное решение (с нулевыми начальными значениями) при {\displaystyle t=t_{0}} имеет вид
{\displaystyle {\bar {x}}={\bar {x^{*}}}(t)=\int \limits _{t_{0}}^{t}Z(t)Z^{-1}(\tau ){\bar {f}}(\tau )d\tau .}
Для системы с постоянными коэффициентами последнее выражение упрощается:
{\displaystyle {\bar {x}}={\bar {x^{*}}}(t)=\int \limits _{t_{0}}^{t}Z(t-\tau ){\bar {f}}(\tau )d\tau .}
Матрица {\displaystyle Z(t)Z^{-1}(\tau )} называется матрицей Коши оператора {\displaystyle L=A(t)}.